# Over Norton
Over Norton – wieś i civil parish w Anglii, w Oxfordshire, w dystrykcie West Oxfordshire. W 2011 civil parish liczyła 498 mieszkańców.